# Akalabeth: World of Doom
Akalabeth: World of Doom — первая игра и родоначальница серии Ultima (с индексом 0), а также первая игра для компьютера четвёртого поколения. Akalabeth выпускалась как самостоятельная игра, а свой порядковый номер в серии Ultima получила лишь через несколько лет, когда вышло несколько игр под наименованием Ultima. Akalabeth признана одним из самых ранних известных примеров компьютерной ролевой игры (хотя изначально была любительским проектом).

## История разработки и выпуска игры
Разработчиком игры является Ричард Гэрриот, который написал её будучи подростком, параллельно работая в магазине ComputerLand. Игра была написана на языке Бейсик для компьютера Apple II. Первые экземпляры игры продавались в том же магазине лично Ричардом, в пакетиках Ziploc. Чуть позже Ричард заключил контракт и игра была выпущена компанией California Pacific Computer Company (англ. California Pacific Computer Company) в широкую продажу, таким образом став первым издателем серии Ultima. Ричард — большой поклонник Dungeons & Dragons и сочинений Дж. Р. Р. Толкина, и игра была их вольной компиляцией.
Изначально игра имела полностью текстовый интерфейс и все взаимодействие производилось посредством диалогов. Когда у Ричарда появился Apple II (благодаря контракту с California Pacific Computer Company), он сделал графическую версию Akalabeth с номером версии D&D28b. Это стал Akalabeth, который позже узнал весь мир. Игра разошлась тиражом в 30 000 экземпляров.

## Порты
Существует ремейк для Java ME-платформы для мобильных телефонов на сайте dimjon.de.

## Альтернативные наименования игры
- Ultima 0 (неофициальное наименование игры, использующееся фанатами серии Ultima)